# Ett hundliv (film, 1932)
Ett hundliv (engelska: Just Dogs) är en amerikansk animerad kortfilm med Pluto från 1932.

## Handling
Pluto och några andra hundar smiter från ett hägn för herrelösa hundar. När de väl är ute hittar Plutos kamrat ett jättestort ben och vill ge det till honom. Det dröjer inte länge förrän de andra hundarna är ute efter det.

## Om filmen
Filmen är karaktären Plutos första egna film, dock inte i hans egen serie.
I filmen spelas flera klassiska musikstycken, bland annat Lätta kavalleriet av Franz von Suppé och The Prisoner's Song, varav den sistnämnda även förekom i den tidigare Disney-filmen Musse Pigg i Sing-Sing från 1930.
Filmen hade svensk premiär den 5 december 1932 och visades på biografen Palladium i Stockholm.

## Rollista
- Pinto Colvig – Pluto
- Jimmie Cushman – hundar
- Lester Dorr – hundar
- Purv Pullen – hundar
- Jack Mower – hundar[6]